# Ираклия (Сере)
Ира́клия (греч. Ηράκλεια) — малый город в Греции. Расположен на высоте 30 м над уровнем моря, к юго-западу от города Сидирокастрон и к северо-западу от города Сере, на левом берегу реки Стримон, на Сересской равнине, к востоку от озера Керкини. Административный центр одноимённой общины в периферийной единице Сере в периферии Центральная Македония. Население 3786 человек по переписи 2011 года.
Город славится своими колбасами (Λουκάνικο Τζουμαγιάς).

## История
До 1926 года назывался Дзумайя (Τζουμαγιά, болг. Джумая), что означает место пятничного базара от тур. cuma — «пятница». В период османского владычества греки называли город Като-Дзумайя (Нижний) для отличия от города Ано-Дзумайя (Верхний) — современного болгарского города Благоевград. В 1926 году (ΦΕΚ 55Α) город Дзумайя был переименован в Ираклию. Современное название город получил от древнего города Гераклея Синтика.
В ходе Первой мировой войны в 1915 году город был разрушен войсками Болгарии. Город был заново отстроен греками по проекту французских архитекторов Эрнеста Эбрара и Пита де Йонга. Первый камень нового города заложил премьер Элефтериос Венизелос 10 мая 1930 года.

## Сообщество
Сообщество Дзумайя (Κοινότητα Τζουμαγιάς) создано в 1920 году (ΦΕΚ 2Α). В 1926 году (ΦΕΚ 55Α) переименовано в Ираклию. В сообщество входит ныне покинутая жителями деревня Саракацанеикон. Население 3786 человек по переписи 2011 года. Площадь 14,345 квадратных километров.
| Населённый пункт | Население (2011), человек |
| ---------------- | ------------------------- |
| Ираклия          | 3786                      |
| Саракацанеикон   | 0                         |

## Население
| Год  | Население, человек |
| ---- | ------------------ |
| 1991 | 3874               |
| 2001 | 3584               |
| 2011 | ↗ 3786             |